# Mid-Season Invitational
Il Mid-Season Invitational (abbreviato MSI), è un torneo annuale di League of Legends, organizzato dalla Riot Games nel 2015. È il secondo torneo internazionale di League of Legends più importante al mondo, dopo il campionato mondiale. Il torneo include vari campioni dello Spring Split dei 5 campionati regionali più importanti di LoL, più una squadra jolly di una regione minore. Dal 2017, al torneo partecipano i campioni dello Spring Split di 13 regioni principali. La sede delle partite si svolge ogni anno in una nazione diversa. L'edizione inaugurale, nel 2015, è stata vinta dalla squadra cinese EDward Gaming, battendo in finale la squadra coreana SK Telecom T1.

## Albo d'oro
| Anno | Luogo          | Finalisti           | Finalisti | Finalisti            | Semi-finalisti    | Semi-finalisti      | Fase a gironi   | Fase a gironi          |
| Anno | Luogo          | Vincitore           | Punteggio | Secondo classificato | Semi-finalisti    | Semi-finalisti      | 5º classificato | 6º classificato        |
| ---- | -------------- | ------------------- | --------- | -------------------- | ----------------- | ------------------- | --------------- | ---------------------- |
| 2015 | Tallahassee    | EDward Gaming       | 3–2       | SK Telecom T1        | ahq e-Sports Club | Fnatic              | Team SoloMid    | Beşiktaş e-Sports Club |
| 2016 | Shanghai       | SK Telecom T1       | 3–0       | Counter Logic Gaming | Flash Wolves      | Royal Never Give Up | G2 Esports      | SuperMassive eSports   |
| 2017 | Rio de Janeiro | SK Telecom T1       | 3–1       | G2 Esports           | Team WE           | Flash Wolves        | Team SoloMid    | GIGABYTE Marines       |
| 2018 | Berlino Parigi | Royal Never Give Up | 3–1       | King-Zone DragonX    | Flash Wolves      | Fnatic              | Team Liquid     | EVOS Esports           |
| 2019 | Hanoi Taipei   | G2 Esports          | 3–0       | Team Liquid          | SK Telecom T1     | Invictus Gaming     | Flash Wolves    | Phong Vũ Buffalo       |
| 2021 | Reykjavik      | Royal Never Give Up | 3-2       | Damwon Kia           | MAD Lions         | PSG Talon eSports   | Cloud9          | Pentanet.gg            |

## Edizioni

### 2015
L'edizione inaugurale del torneo si è tenuta a Tallahassee, negli Stati Uniti, ed è durata 4 giorni, dal 7 al 10 maggio. I cinque campioni degli Spring Split regionali si sono classificati automaticamente, mentre la squadra turca Beşiktaş e-Sports Club ha dovuto battere la squadra brasiliana INTZ. La semifinale e la finale sono state giocate al migliore di 5. Il torneo è stato vinto dagli EDward Gaming.

#### Podio
| Posizione | Squadra                | V | S |
| --------- | ---------------------- | - | - |
| 1°        | SK Telecom T1          | 5 | 0 |
| 2°        | EDward Gaming          | 4 | 1 |
| 3°        | ahq e-Sports Club      | 3 | 2 |
| 4°        | Fnatic                 | 2 | 3 |
| 5°        | Team SoloMid           | 1 | 4 |
| 6°        | Beşiktaş e-Sports Club | 0 | 5 |

|  | Semifinali | Semifinali        | Semifinali |  |               | Finale | Finale        | Finale |
|  |            |                   |            |  |               |        |               |        |
|  |            | SK Telecom T1     | 3          |  |               |        |               |        |
|  |            | SK Telecom T1     | 3          |  |               |        |               |        |
|  |            | Fnatic            | 2          |  |               |        |               |        |
|  |            | Fnatic            | 2          |  | SK Telecom T1 | 2      |               |        |
|  |            |                   |            |  | SK Telecom T1 | 2      |               |        |
|  |            |                   |            |  |               |        | EDward Gaming | 3      |
|  |            | EDward Gaming     | 3          |  |               |        | EDward Gaming | 3      |
|  |            | EDward Gaming     | 3          |  |               |        |               |        |
|  |            | ahq e-Sports Club | 0          |  |               |        |               |        |
|  |            | ahq e-Sports Club | 0          |  |               |        |               |        |

### 2016
Il torneo del 2016 si è svolto a Shanghai, in Cina, dal 4 al 15 marzo. Le squadre si sono qualificate dalle sette leghe maggiori di LoL. L'edizione è stata vinta dal team coreano SK Telecom T1, che ha battuto in squadra gli statunitensi del Counter Logic Gaming.

#### Podio
| Posizione | Squadra              | V | S |
| --------- | -------------------- | - | - |
| 1°        | Royal Never Give Up  | 8 | 2 |
| 2°        | Counter Logic Gaming | 7 | 3 |
| 3°        | Flash Wolves         | 6 | 4 |
| 4°        | SK Telecom T1        | 6 | 4 |
| 5°        | G2 Esports           | 2 | 8 |
| 6°        | SuperMassive eSports | 1 | 9 |

|  | Semifinali | Semifinali           | Semifinali |  |               | Finale | Finale               | Finale |
|  |            |                      |            |  |               |        |                      |        |
|  |            | Royal Never Give Up  | 1          |  |               |        |                      |        |
|  |            | Royal Never Give Up  | 1          |  |               |        |                      |        |
|  |            | SK Telecom T1        | 3          |  |               |        |                      |        |
|  |            | SK Telecom T1        | 3          |  | SK Telecom T1 | 3      |                      |        |
|  |            |                      |            |  | SK Telecom T1 | 3      |                      |        |
|  |            |                      |            |  |               |        | Counter Logic Gaming | 0      |
|  |            | Flash Wolves         | 1          |  |               |        | Counter Logic Gaming | 0      |
|  |            | Flash Wolves         | 1          |  |               |        |                      |        |
|  |            | Counter Logic Gaming | 3          |  |               |        |                      |        |
|  |            | Counter Logic Gaming | 3          |  |               |        |                      |        |

### 2017

#### Podio
| Posizione | Squadra          | V | S |
| --------- | ---------------- | - | - |
| 1°        | SK Telecom T1    | 8 | 2 |
| 2°        | Team WE          | 7 | 3 |
| 3°        | G2 Esports       | 4 | 6 |
| 4°        | Flash Wolves     | 4 | 6 |
| 5°        | Team SoloMid     | 4 | 6 |
| 6°        | GIGABYTE Marines | 3 | 7 |

|  | Semifinali | Semifinali    | Semifinali |  |               | Finale | Finale     | Finale |
|  |            |               |            |  |               |        |            |        |
|  |            | SK Telecom T1 | 3          |  |               |        |            |        |
|  |            | SK Telecom T1 | 3          |  |               |        |            |        |
|  |            | Flash Wolves  | 0          |  |               |        |            |        |
|  |            | Flash Wolves  | 0          |  | SK Telecom T1 | 3      |            |        |
|  |            |               |            |  | SK Telecom T1 | 3      |            |        |
|  |            |               |            |  |               |        | G2 Esports | 1      |
|  |            | Team WE       | 1          |  |               |        | G2 Esports | 1      |
|  |            | Team WE       | 1          |  |               |        |            |        |
|  |            | G2 Esports    | 3          |  |               |        |            |        |
|  |            | G2 Esports    | 3          |  |               |        |            |        |

### 2018

#### Podio
| Posizione | Squadra             | V | S |
| --------- | ------------------- | - | - |
| 1°        | Royal Never Give Up | 7 | 3 |
| 2°        | Flash Wolves        | 7 | 3 |
| 3°        | King-Zone DragonX   | 6 | 4 |
| 4°        | Fnatic              | 4 | 6 |
| 5°        | Team Liquid         | 4 | 6 |
| 6°        | EVOS Esports        | 2 | 8 |

|  | Semifinali | Semifinali          | Semifinali |  |                     | Finale | Finale            | Finale |
|  |            |                     |            |  |                     |        |                   |        |
|  |            | Royal Never Give Up | 3          |  |                     |        |                   |        |
|  |            | Royal Never Give Up | 3          |  |                     |        |                   |        |
|  |            | Fnatic              | 0          |  |                     |        |                   |        |
|  |            | Fnatic              | 0          |  | Royal Never Give Up | 3      |                   |        |
|  |            |                     |            |  | Royal Never Give Up | 3      |                   |        |
|  |            |                     |            |  |                     |        | King-Zone DragonX | 1      |
|  |            | Flash Wolves        | 1          |  |                     |        | King-Zone DragonX | 1      |
|  |            | Flash Wolves        | 1          |  |                     |        |                   |        |
|  |            | King-Zone DragonX   | 3          |  |                     |        |                   |        |
|  |            | King-Zone DragonX   | 3          |  |                     |        |                   |        |

### 2019

#### Podio
| Posizione | Squadra          | V | S |
| --------- | ---------------- | - | - |
| 1°        | Invictus Gaming  | 9 | 1 |
| 2°        | SK Telecom T1    | 7 | 3 |
| 3°        | G2 Esports       | 5 | 5 |
| 4°        | Team liquid      | 4 | 6 |
| 5°        | Flash Wolves     | 3 | 7 |
| 6°        | Phong Vũ Buffalo | 2 | 8 |

|  | Semifinali | Semifinali      | Semifinali |  |             | Finale | Finale     | Finale |
|  |            |                 |            |  |             |        |            |        |
|  |            | Invictus Gaming | 1          |  |             |        |            |        |
|  |            | Invictus Gaming | 1          |  |             |        |            |        |
|  |            | Team Liquid     | 3          |  |             |        |            |        |
|  |            | Team Liquid     | 3          |  | Team Liquid | 0      |            |        |
|  |            |                 |            |  | Team Liquid | 0      |            |        |
|  |            |                 |            |  |             |        | G2 Esports | 3      |
|  |            | SK Telecom T1   | 2          |  |             |        | G2 Esports | 3      |
|  |            | SK Telecom T1   | 2          |  |             |        |            |        |
|  |            | G2 Esports      | 3          |  |             |        |            |        |
|  |            | G2 Esports      | 3          |  |             |        |            |        |

### 2020
Inizialmente prevista per il mese di maggio, l'edizione del 2020 è stata prima spostata a luglio e successivamente cancellata a causa della pandemia di COVID-19.